# بول كازماريك
بول كازماريك (بالبولندية: Paweł Kaczmarek)‏ (1 يوليو 1985 بولندا بولندا - ) هو لاعب كرة قدم بولندي يلعب كلاعب وسط.

## وصلات خارجية
بول كازماريك على موقع قاعدة بيانات كرة القدم.إي يو (الإنجليزية)
- بول كازماريك على موقع Soccerway.com (الإنجليزية)